# Röderland
Röderland település Németországban, azon belül Brandenburgban. Lakosainak száma 3694 fő (2023. december 31.). Röderland Bad Liebenwerda és Elsterwerda községekkel határos.

## Népesség
A település népességének változása:
| Lakosok száma | 3897 | 3823 | 3739 | 3746 | 3694 |
|               | 2017 | 2020 | 2021 | 2022 | 2023 |